# Rue Léo-Frankel
La rue Léo-Frankel est une voie située dans le quartier de la Gare du 13e arrondissement de Paris.

## Situation et accès
La rue Léo-Frankel est desservie par les lignes 14 et RER C à la station Bibliothèque François-Mitterrand.

## Origine du nom
Sous l'impulsion d'Emmanuelle Becker, le Conseil de Paris vote en 2011 la décision de donner le nom de Léo Frankel (1844-1896), un syndicaliste et militant actif de la Commune de Paris, à la voie qui est inaugurée officiellement le 22 mai 2015 en présence de Jérôme Coumet, maire de l'arrondissement, et Catherine Vieu-Charier, adjointe à la maire de Paris,.

## Historique
Cette voie est créée sur des terrains appartenant à la SNCF dans le cadre de l'aménagement de la zone Masséna de la ZAC Paris-Rive-Gauche et prend sa dénomination actuelle le 22 mai 2015.
En 2016, le tronçon en retour de la voie aboutissant à la rue Jeanne-Chauvin est renommé « rue Julie-Daubié ».